# 江本正志
江本 正志（えもと まさし）は、日本の医学者。元群馬大学教授。専門は検査技術科学。

## 経歴
大学卒業後、喜多英二の下で細菌学の手解きを受ける。1991年5月、奈良県立医科大学にて博士（医学）号を取得。その後名古屋大学の吉開泰信の下で助手として免疫学を研究した。光山正雄の勧めもあって1993年からウルム大学でステファン・カウフマンに師事し、NKT細胞の研究を行っている。1996年には北里大学で助手を務めたが、カウフマンがマックスプランク感染生物学研究所の所長となった事もあり翌1997年に再びドイツに渡った。外国人として初めて同研究所の上級研究員になったが、日本人学生の教育を行いたいと考えて2003年12月に群馬大学の教授となった。
2017年、論文不正およびツイッターや著書での大学・学生に対する中傷を理由として、群馬大学教授職を10月5日付で懲戒解雇された。その後、教授職の地位保全を求めて11月17日付で前橋地方裁判所に仮処分申請したことが報じられた。

## 略歴
- 1983年4月 - 大阪大学微生物病研究所細菌血清部門 研究生
- 1984年4月 - 奈良県立医科大学細菌学教室 研究生
- 1991年6月 - 名古屋大学医学部附属病態制御研究施設生体防御研究部門 助手
- 1993年7月 - ウルム大学医学部免疫学部門留学 客員研究員
- 1996年7月 - 北里大学理学部生体防御学講座 助手
- 1997年5月 - マックスプランク感染生物学研究所免疫学部門 研究員
- 1999年5月 - 同研究所 主任研究員：研究チームリーダー
- 2001年5月 - 同研究所 上級研究員：研究グループリーダー
- 2003年12月 - 群馬大学医学部保健学科基礎検査学講座生体防御学分野 教授
- 2017年10月 - 群馬大学医学部保健学科基礎検査学講座生体防御学分野 教授職を論文不正で懲戒解雇される[4]。

## 社会的活動
- Science Foundation Ireland Basic Research Grant Program 審査員[7]
- The Science Trust (Research Training Fellowship: London, England) 審査員[7]
- 博慈会老人病研究所 客員研究員[7]
- 群馬県高等歯科衛生士学院 非常勤講師（微生物学・口腔微生物学・生物学）[7]
- 北里大学保健衛生専門学院 非常勤講師（免疫学特講）[7]
- 北関東産官学研究会 顧問[7]
- 奈良県立医科大学住居医学講座 客員研究員[7]
- 京都大学大学院医学系研究科人間健康科学科 非常勤講師（免疫学特講）[7]

## 研究分野
- 食品科学
- 細菌学（含真菌学）
- 免疫学

## 著書
- 「未病医学入門」金芳堂 2006年 ISBN 978-4765312769
- 「New Research on Immunology」Nova Science publishers Inc. 2005年 ISBN 978-1594542893
- 「スタンダード微生物学 -保健微生物学・感染症学-（初版）」文光堂 2005年 ISBN 978-4830605161
- 「新時代への視点―群馬大学研究室から」群馬大学地域連携推進室編 2007年 ISBN 978-4880589664
- 「メディカルサイエンス 微生物検査学」近代出版 2008年 ISBN 978-4874021453
- 「スタンダード微生物学 -保健微生物学・感染症学-(第2版)」文光堂 2008年 ISBN 978-4830605178
- 「臨床検査学実習書シリーズ 免疫検査学実習書」医歯薬出版 2010年 ISBN 978-4263223246

## 趣味
- ドライブ[8]
- 射撃[8]
- 芸能活動[8]
- 執筆活動[8]